# Извор (община Чашка)
Вижте пояснителната страница за други значения на Извор.
Извор (на македонска литературна норма: Извор) е село в Северна Македония, част от община Чашка.

## География
Селото е разположено в областта Азот югозападно от град Велес.

## История
В ΧΙΧ век Извор е село в нахия Азот на Велешката кааза на Османската империя. Църквата „Свети Атанасий“. В „Етнография на вилаетите Адрианопол, Монастир и Салоника“, издадена в Константинопол в 1878 година и отразяваща статистиката на населението от 1873 година, Извор (Izvor) е посочено като село с 36 домакинства и 164 жители българи. Според статистиката на Васил Кънчов („Македония. Етнография и статистика“) в края на XIX век Изворъ има 407 жители, от които мнозинството 370 българи християни, 7 турци и 30 цигани.
Жителите му в началото на века са под върховенството на Българската екзархия – според статистиката на секретаря на Екзархията Димитър Мишев („La Macédoine et sa Population Chrétienne“) в 1905 година в Извор (Izvor) живеят 472 българи екзархисти и 18 цигани. Според секретен доклад на българското консулство в Скопие 44 от 60 къщи в селото през 1907 година под натиска на сръбската пропаганда в Македония признават Цариградската патриаршия, но след Младотурската революция от 1908 година се връщат към Българската екзархия.
При избухването на Балканската война в 1912 година трима души от Извор са доброволци в Македоно-одринското опълчение.
След Междусъюзническата война в 1913 година селото попада в Сърбия. През декември 1914 година местният жител Петре се удавя в река Вардар, за да се спаси от мъченията, на които го подлагат сръбските окупатори.
На етническата си карта от 1927 година Леонард Шулце Йена показва Извор (Izvor) като българско християнско село.
По време на българското управление във Вардарска Македония в годините на Втората световна война, Спиро М. Койзеклиев от Щип е български кмет на Извор от 8 октомври 1941 година до 22 юли 1943 година. След това кмет е Никола Йорд. Манов от Велес (22 юли 1943 – 17 август 1943).
До административните промени от 2004 г. Извор е общински център на едноименна селска община, към която принадлежат още някоко околни села. Общината е изцяло присъединена към община Чашка.

## Личности
Родени в Извор
- Димитър Вълчев, български революционер от ВМОРО, четник на Петър Христов Германчето[10]
- Стойко Иванов (1883 – 1903), български революционер на ВМОК, четник при Стоян Бъчваров, загинал при сражението с турски аскер в Карбинци[11]
- Христо Изворски (1900 – 1933), български революционер от ВМРО